# Severo-Kurilsk
Severo-Kurilsk (rus. Се́веро-Кури́льск) otočni je grad na krajnjem istoku azijskog dijela Rusije, na Kurilima u Sahalinskoj oblasti. Godine 2024. prema procjeni je imao 2378. stanovnika, znatno manje nego u sovjetsko vrijeme, kada je 1989. godine prema cenzusu imao 5180 stanovnika.
Grad se nalazi na otoku Paramušir (vulkanski otok od 2053 km2), jednom od Kurilskih otoka. Aktivni vulkan Ebeko (rus. Эбеко) udaljen je 7 km od grada.
Premda je administrativno u otočnoj Sahalinskoj oblasti, nalazi se čak oko 1000 km daleko od luke Južno-Sahalinsk na otoku Sahalinu, a 312 km od luke Petropavlovsk-Kamčatski na poluotoku Kamčatki.

## Klima
Samo u kolovozu i ruju prosječne su mjesečne temperature iznad 10 Celzijevih stupnjeva, a prosječna temperatura na godišnjoj razini je 3 Celzijeva stupnja. Zime su duge, ledene, iznimno vjetrovite i oblačne, dok su ljeta kratka, hladna i uglavnom oblačna. Međutim su razlike u temperaturama između ljeta i zime zapravo nešto manje nego drugdje u Ruskoj Federaciji: 16,4 °C. Magle su česte, prosječna relativna vlažnost zraka je 79 %. Na otoku su raširene šikare; šuma nema.

## Gospodarstvo
Ribarstvo je jedina relevantna gospodarska grana u gradu. Glavni ulov su crni bakalar i haringa.

## Povijest
Otok Paramushir je u davnija vremena bio naseljen narodom Ainu, a u od 18. stoljeća je pod vlašću Rusije i (1875.) Japana. Godine 1946. pripojen je Sovjetskom Savezu, tj. Rusiji, koja je tada bila njegov dio.
Zbog svoje lokacije u blizini geološkog Kurilsko-kamčatskog rova, Severo-Kurilsk je često izložen potresima i cunamijima. Grad je doživio veliku katastrofu 4. studenog 1952. godine kada ga je potpuno uništio razoran cunami, uzrokovan potresom magnitude Mw9,0. Tri vala cunamija koji su uslijedili nakon potresa bila su viša od 4 metra. Stanovnici su bježali na viši teren, ali je poginulo 2336 osoba od ukupnih 6000. Grad je bio potpuno uništen, te su preživjeli stanovnici u cijelosti evakuirani s otoka; grad je potom ponovo podignut na drugoj lokaciji.
U srpnju 2025., grad je ponovno pogođen jakim potresom i tsunamijem, što je rezultiralo proglašenjem izvanrednog stanja i evakuacijom stanovništva. Nakon što je jaki podmorski potres pokrenuo velik cunami, stanovništvo se evakuiralo na viša područja prije nego što je grad dijelom bio poplavljen.

## Vanjske poveznice
- "The three Kurilsks of the Kurils – your guide" (putopis, engleski), Eugene Kaspersky, 31. listopada 2014.